# Škoda Varsovia
Škoda Varsovia jsou vlakové soupravy firmy Škoda Transportation vyvíjené od roku 2019 pro varšavské metro. 

## Historie
V roce 2019 vyhrála Škoda výběrové řízení pro dodávku šestivozových souprav pro varšavské metro, určených k obsluze prodloužené trasy druhé linky metra a v konečném důsledku i k náhradě ruských vlaků na první lince. Předmětem kontraktu v hodnotě 1,308 miliardy polských zlotých, k jehož podpisu došlo v lednu 2020, bylo dodání 37 souprav s celkem 222 vozy, z toho 74 vozů s kabinou strojvůdce a 148 mezivozů, a k tomu dalších 8 souprav opčních. Škoda tím navázala na svou tradici vývoje nových souprav metra až po několika letech, což přinášelo určité riziko. Dalším rizikem byl stanovený termín dodání 20 měsíců, který se dodržet nepodařilo, dle firmy především kvůli problémům spojených s pandemií covidu.
K představení první kompletní soupravy došlo v prosinci roku 2021 na zkušební koleji v plzeňském závodě. Na výrobě a vývoji se podílelo mnoho dodavatelů z Polska, v ostravském závodě byly svařovány a lakovány hliníkové skříně, v plzeňském probíhala finální montáž a první testování. Součástí kontraktu byl také simulátor, školení, rozšířené záruky a náhradní díly. Součástí návrhu souprav je vnější a vnitřní informační audiovizuální systém a kapacita jedné soupravy je 1500 lidí.
V únoru 2022 začala být souprava testována na okruhu u Velimi. Do Varšavy byl první vlak dodán 25. dubna 2022, a šlo o druhou v pořadí vyrobenou soupravu s evidenčním číslem 77. Tim byla spuštěna tříměsíční lhůta pro dokončení homologačních zkoušek a předpokládaný termín prvního nasazení s cestujícími byl konec prázdnin. Testy probíhaly zpočátku pouze v depu Kabaty. V závěru května 2022 byla do Varšavy dodána další souprava, tentokráte první vyrobená s číslem 76. V noci z 24. na 25. května 2022 došlo k první zkušební jízdě vlaku č. 77 bez cestujících na trase linky M1 na úseku se čtyřmi stanicemi od depa STP Kabaty do stanice Stokłosy a zpět. V dalších dnech proběhly další zkušební jízdy a délka trasy se prodlužovala dále do centra. Všechny jízdy, jejichž účelem bylo prověřit kompatibilitu s komunikačními a zabezpečovacími systémy, probíhaly v noci.
19. srpna 2022 zažádala Škoda Transportation o vydání osvědčení o přijetí vlaků do provozu a po doplnění dokumentace ho 28. září 2022 od Úřadu drážní dopravy získala na dobu určitou. To umožnilo provádět provozní zkoušky a svezení prvních cestujících se oproti původnímu plánu očekává po schválení dokumentace systému údržby drážním úřadem.
V říjnu roku 2022 prošlo metro Varsovia plným procesem homologace a svezlo první cestující, čímž bylo oficiálně uvedeno do provozu.

## Parametry
| Parametr                               | Hodnota                   |
| -------------------------------------- | ------------------------- |
| Rozchod                                | 1 435 mm                  |
| Délka soupravy přes spřáhla            | 119 010 mm                |
| Délka vozu                             | 20 m                      |
| Šířka                                  | 2 710 mm                  |
| Výška                                  | 3 665 mm                  |
| Napětí                                 | 750 V DC, třetí kolejnice |
| Výška podlahy nad temenem kolejnice    | 1 140 mm                  |
| Max. konstrukční rychlost              | 90 km/h                   |
| Minimální poloměr oblouku              | 70 m                      |
| Max. nápravové zatížení                | 125 kN                    |
| Materiál skříně                        | hliník                    |
| Hmotnost                               | 160,4 t                   |
| Zrychlení                              | 1,2 m/s                   |
| Zpomalení                              | 1,3 m/s                   |
| Zpomalení při nouzovém brzdění         | 1,4 m/s                   |
| Počet míst k sezení (místo pro vozíky) | 230 (2)                   |
| Celkový počet cestujících              | 1 500 (7 os/m²)           |
| Celkový počet cestujících              | 1 680 (8 os/m²)           |